# Arbeit macht frei
Arbeit macht frei er en tysk talemåde, der betyder "arbejde gør fri", alternativt "arbejde vil sætte dig fri" eller "arbejde frigør". Udtrykket blev kendt, fordi det blev placeret over portene til flere nazi-tyske koncentrationslejre oprettet før og under anden verdenskrig.
Skiltet kom først op i 1933 i Dachau koncentrationslejr, hvor Himmler fik politiske modstandere indsat for at udføre tvangsarbejde. Senere er udtrykket mest kendt fra porten over indgangen til Auschwitz.
Den tyske nationaløkonom Heinrich Beta benyttede udtrykket i 1845 i sit værk Geist und Geld, hvor han anfører, at "arbejde gør salig, for arbejde gør én fri".
Den tyske nationalistiske forfatter Lorenz Diefenbach udgav i 1872 en roman med navn Arbeit macht frei, der gjorde udtrykket kendt i nationalistiske kredse.
Weimarrepublikken tog udtrykket i brug i 1928 til fremhævelse af sit program for at få bugt med datidens massearbejdsløshed, med sin henspillen på middelalderens udtryk Stadtluft macht frei (= byluft gør fri), dvs. at tilværelsen i en by giver større frihed end landsbylivet tillader.
Det danske punk-band Under Al Kritik lancerede sangen Arbeid macht frei i 2007.